# خوست
خوست (تلفظ: خُست) از شهرهای افغانستان و مرکز ولایت (استان) خوست کشور افغانستان و در ناحیه کوهستانی مرز پاکستان واقع شده‌است. بازار مرکزی دشت خوست بعد از ۱۹۵۴ در ۵ کیلومتری بخش شرقی مرکز کنونی شهر قرار داشت که در قدیم به آن «متون» می‌گفتند. پیدایش شهر خوست بعد ازسال ۱۹۵۴ بر اهداف سیاست‌های مرزی استوار بود، شهرهای مقابل خوست در پاکستان، میران‌شاه و پاراچنار است. مردم شهر خوست بیشتر کسبه، کارمند یا شبه نظامی هستند، هندوهای شهر خوست از سال ۱۹۵۴ به طور پراکنده در روستاهای پراکنده زندگی می‌کردند تا این که در منطقه‌ای محصور به نام هندوان کلای، در غرب این شهر زندگی می‌کنند.

## جستار های وابسته
- فهرست شهرهای افغانستان
- ولایت خوست